# Emsworth
Emsworth est une ville britannique située dans le Hampshire (Angleterre). Sa population est estimée à 10 000 habitants[Quand ?].

## Personnalités nées à Emsworth
- Hugh Gilbert (1952-), évêque d'Aberdeen
- Tony Hoar (1932-2019), cycliste britannique

## Jumelages
- Saint-Aubin-sur-Mer (Calvados) (France)